# Арсенид индия
Арсени́д и́ндия, — бинарное неорганическое соединение индия и мышьяка. Химическая формула соединения InAs. 
Кристаллизуется в структуре типа сфалерита.
Является прямозонным полупроводником, относящимся к полупроводникам группы AIIIBV. При 300 К имеет ширину запрещённой зоны около 0,35 эВ.
Применяется для изготовления сверхвысокочастотных транзисторов, а также светодиодов и фотодиодов, работающих в инфракрасной области электромагнитного излучения, датчиков Холла магнитного поля, для организации ансамблей квантовых точек в некоторых полупроводниковых приборах.
Ввиду низкой ширины запрещённой зоны большинство полупроводниковых приборов, изготовленных из этого материала, работают только при криогенных или очень низких температурах.